# Domèvre-sur-Avière
Pour les articles homonymes, voir Domèvre et Avière (homonymie).
Domèvre-sur-Avière est une commune française située dans le département des Vosges, en région Grand Est.
Ses habitants sont appelés les Aviérois.

## Géographie

### Localisation

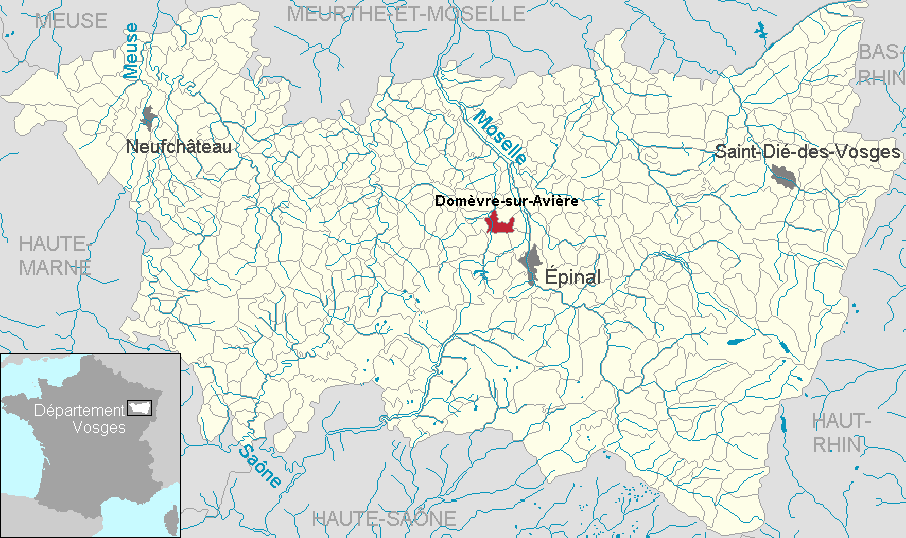
Localisation dans le département.

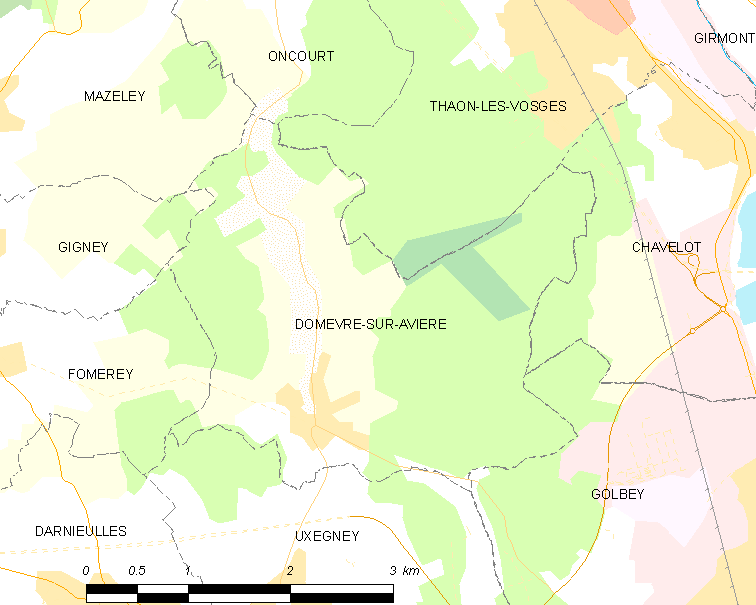
Situation géographique de Domèvre-sur-Avière.

Domèvre se trouve à 10 km au nord-ouest d'Épinal. L'Avière la traverse du sud au nord, quittant Uxegney pour rejoindre Oncourt en passant par le hameau de Perrey.

### Géologie et relief
La forêt de Souche-Thaon sépare la commune de la vallée de la Moselle.

### Voies de communications et transports
- D41 vers Igney, Uxegney[2].
- D166a - D42 vers Épinal.

#### Transports en commun
- Fluo Grand Est.

#### Lignes SNCF
- Gare d'Épinal.

Domèvre compte 121 hectares  de forêts répartis en cinq massifs : 
- la Petite et Grande Godelle, les Pesées ;
- le Fincieux ;
- les Rappes et le bois de Cuny ;
- la Charmille, le Buisson des Olney, Devant Baudemont ;
- le Haut de Rimont.

### Sismicité
Commune située dans une zone 3 de sismicité modérée.

### Communes limitrophes
| Mazeley | Oncourt             | Capavenir Vosges |
| Gigney  | Domèvre-sur-Avières | Chavelot         |
| Fomerey | Uxegney             | Golbey           |

### Hydrographie et les eaux souterraines
Hydrogéologie et climatologie : Système d’information pour la gestion des eaux souterraines du bassin Rhin-Meuse :
Territoire communal : Occupation du sol (Corinne Land Cover); Cours d'eau (BD Carthage),
Géologie : Carte géologique; Coupes géologiques et techniques,
 Hydrogéologie : Masses d'eau souterraine; BD Lisa; Cartes piézométriques.
La commune est située dans le bassin versant du Rhin au sein du bassin Rhin-Meuse. Elle est drainée par l'Avière et le ruisseau de Corbe,.
L'Avière, d'une longueur totale de 28 km, prend sa source dans la commune de Renauvoid et se jette  dans la Moselle à Châtel-sur-Moselle, après avoir traversé dix communes.
La qualité des eaux de baignade et des cours d’eau peut être consultée sur un site dédié géré par les agences de l’eau et l’Agence française pour la biodiversité.

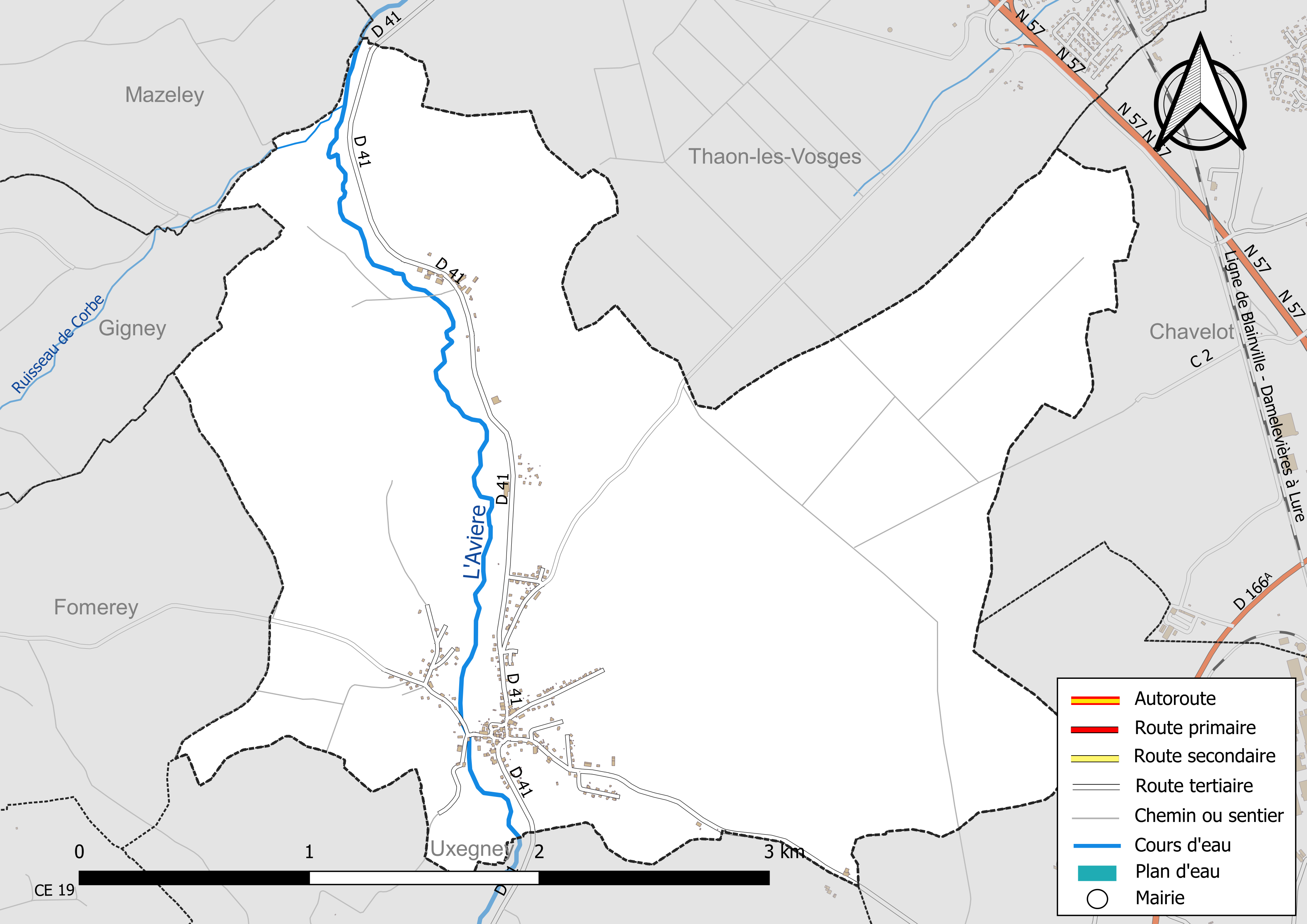
Réseaux hydrographique et routier de Domèvre-sur-Avière.

### Climat
Pour des articles plus généraux, voir Climat du Grand Est et Climat des Vosges.
En 2010, le climat de la commune est de type climat des marges montargnardes, selon une étude du Centre national de la recherche scientifique s'appuyant sur une série de données couvrant la période 1971-2000. En 2020, Météo-France publie une typologie des climats de la France métropolitaine dans laquelle la commune est exposée à un climat semi-continental et est dans la région climatique Lorraine, plateau de Langres, Morvan, caractérisée par un hiver rude (1,5 °C), des vents modérés et des brouillards fréquents en automne et hiver.
Pour la période 1971-2000, la température annuelle moyenne est de 9,5 °C, avec une amplitude thermique annuelle de 16,9 °C. Le cumul annuel moyen de précipitations est de 1 041 mm, avec 12,7 jours de précipitations en janvier et 10,1 jours en juillet. Pour la période 1991-2020, la température moyenne annuelle observée sur la station météorologique de Météo-France la plus proche, « Épinal », sur la commune de Dogneville à 6 km à vol d'oiseau, est de 10,3 °C et le cumul annuel moyen de précipitations est de 907,0 mm. 
La température maximale relevée sur cette station est de 39,3 °C, atteinte le 25 juillet 2019 ; la température minimale est de −18,9 °C, atteinte le 12 janvier 1987,,.
Les paramètres climatiques de la commune ont été estimés pour le milieu du siècle (2041-2070) selon différents scénarios d'émission de gaz à effet de serre à partir des nouvelles projections climatiques de référence DRIAS-2020. Ils sont consultables sur un site dédié publié par Météo-France en novembre 2022.

## Urbanisme

### Typologie
Au 1er janvier 2024, Domèvre-sur-Avière est catégorisée commune rurale à habitat dispersé, selon la nouvelle grille communale de densité à sept niveaux définie par l'Insee en 2022.
Elle est située hors unité urbaine. Par ailleurs la commune fait partie de l'aire d'attraction d'Épinal, dont elle est une commune de la couronne,. Cette aire, qui regroupe 118 communes, est catégorisée dans les aires de 50 000 à moins de 200 000 habitants,.

### Occupation des sols
L'occupation des sols de la commune, telle qu'elle ressort de la base de données européenne d’occupation biophysique des sols Corine Land Cover (CLC), est marquée par l'importance des forêts et milieux semi-naturels (60,1 % en 2018), une proportion sensiblement équivalente à celle de 1990 (60 %). La répartition détaillée en 2018 est la suivante : 
forêts (60,1 %), terres arables (20,9 %), zones agricoles hétérogènes (10,2 %), prairies (5 %), zones urbanisées (3,8 %). L'évolution de l’occupation des sols de la commune et de ses infrastructures peut être observée sur les différentes représentations cartographiques du territoire : la carte de Cassini (XVIIIe siècle), la carte d'état-major (1820-1866) et les cartes ou photos aériennes de l'IGN pour la période actuelle (1950 à aujourd'hui).

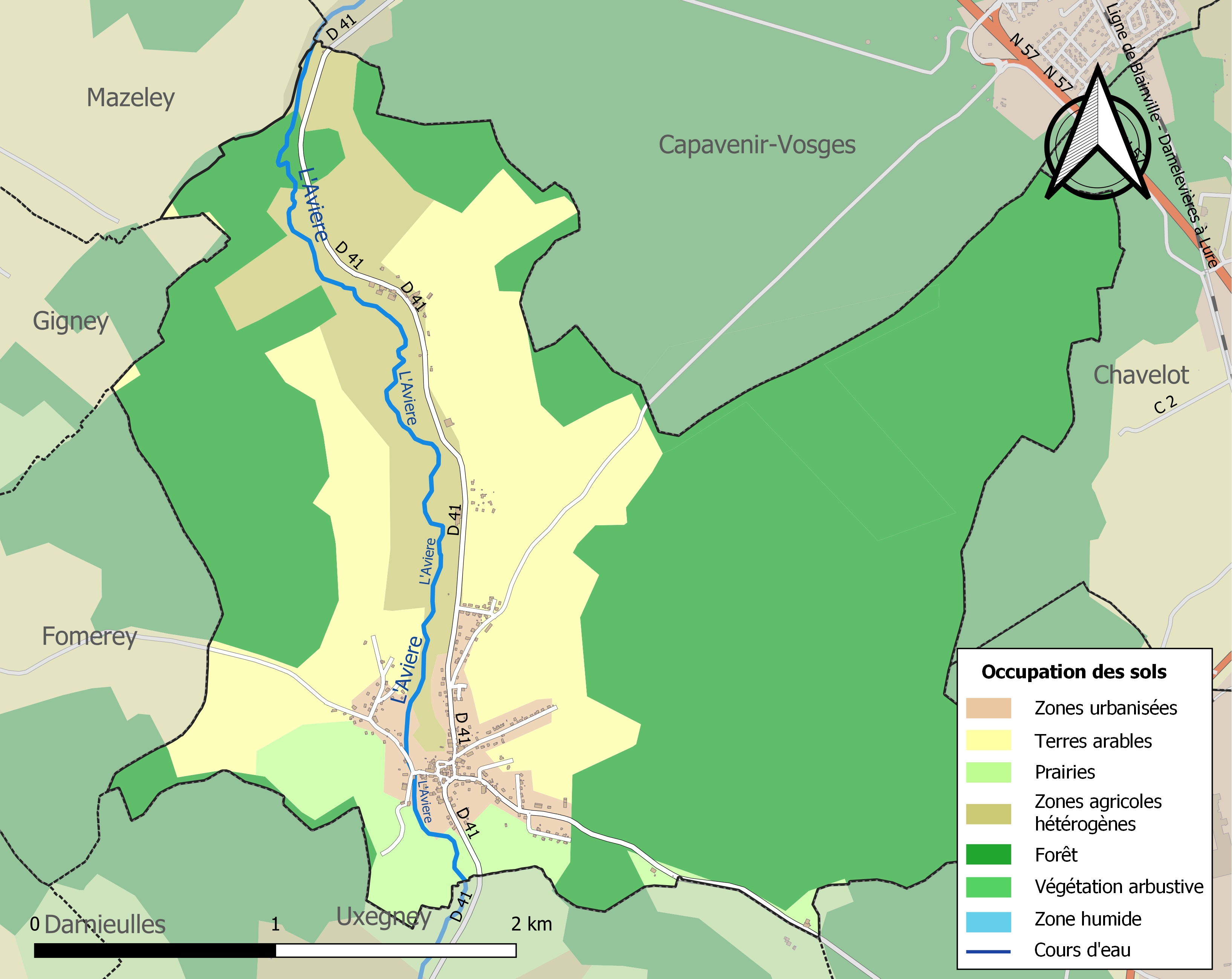
Carte des infrastructures et de l'occupation des sols de la commune en 2018 (CLC).

## Toponymie
Le nom du village apparaît au XIIIe siècle sous la forme Domeuvre ; sur une carte éditée en 1656, il se nomme Dommesvre sur Aniche.

Le toponyme est traduit en latin médiéval Domnus Aper, où Domnus, littéralement seigneur, maître, désigne un saint. Domèvre est un Hagiotoponyme caché issu du bas latin domnus et du nom du saint Aper.

Ce type d'hagiotoponyme caché, qui fait d'un saint le maître et le protecteur d'un lieu et de ses habitants, est fréquent au Haut Moyen Âge. Saint Èvre, septième évêque de Toul, était particulièrement vénéré dans ce diocèse de Toul (on y compte une cinquantaine d'églises qui lui sont dédiées).
L'Avière est une rivière française qui coule dans le département des Vosges, en région Grand Est.

## Histoire
Domèvre-sur-Avière appartenait au bailliage d’Épinal. Son église, dédiée à saint Èvre, était annexe d’Uxegney.
En 1640 Domèvre fut presque entièrement détruite par les suédois.
En 1790 à l’an X, Domèvre-sur-Avière fut le chef-lieu du quatrième canton du district d'Épinal. La commune comptait alors 375 habitants. En 1795, une école est créée à Uxegney pour les enfants de Domèvre et des Forges.
La commune a énormément souffert lors de la rupture de la digue du réservoir de Bouzey le 27 avril 1895. Les maisons situées au bord de l’Avière furent emportées, il y eut 31 victimes. Une croix a été érigée au milieu du cimetière en souvenir de cette catastrophe.

## Politique et administration
| Période                                  | Période                   | Identité                   | Étiquette | Qualité                      |
| ---------------------------------------- | ------------------------- | -------------------------- | --------- | ---------------------------- |
| Les données manquantes sont à compléter. |                           |                            |           |                              |
| 1980                                     | mars 1983                 | Daniel Nazimek (1940-2020) |           | Responsable de blanchisserie |
| mars 1983                                | mars 1989                 | Bernard Armand (1945-2012) |           |                              |
| mars 1989                                | juin 1995                 | Roger Maure (1947-2022)    |           | Professeur de collège        |
| juin 1995                                | mars 2008                 | Gilbert Azier              | UMP       |                              |
| mars 2008                                | mai 2020                  | Noëlle Huguenin            |           |                              |
| main 2020                                | En cours (au 29 mai 2021) | Bernadette Marquis         |           |                              |

### Budget et fiscalité 2022

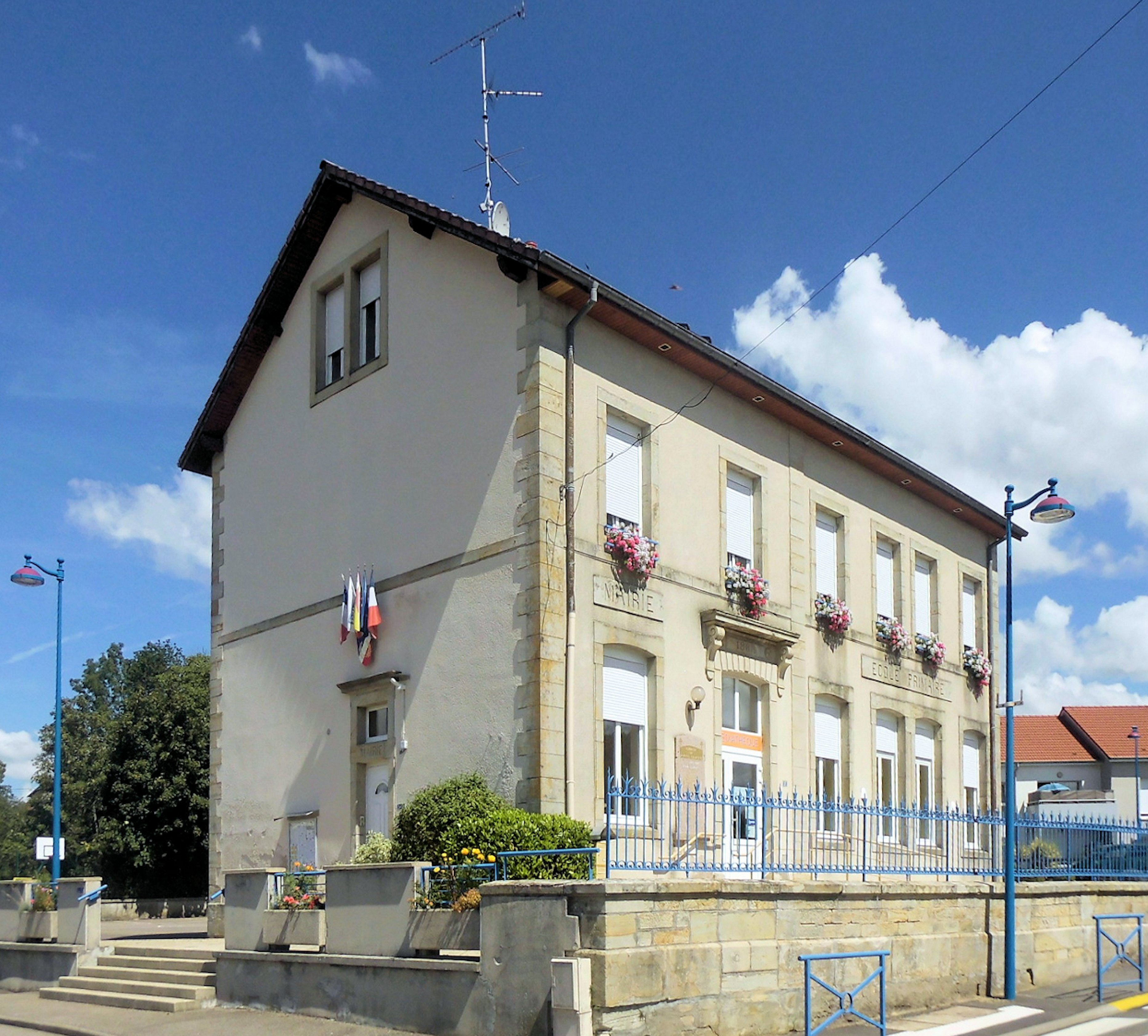
La mairie-école.

En 2022, le budget de la commune était constitué ainsi :
- total des produits de fonctionnement : 354 000 €, soit 855 € par habitant ;
- total des charges de fonctionnement : 251 000 €, soit 605 € par habitant ;
- total des ressources d'investissement : 448 000 €, soit 1 082 € par habitant ;
- total des emplois d'investissement : 227 000 €, soit 549 € par habitant ;
- endettement : 297 000 €, soit 717 € par habitant.

Avec les taux de fiscalité suivants :
- taxe d'habitation : 12,84 % ;
- taxe foncière sur les propriétés bâties : 44,84 % ;
- taxe foncière sur les propriétés non bâties : 52,51 % ;
- taxe additionnelle à la taxe foncière sur les propriétés non bâties : 0,00 % ;
- cotisation foncière des entreprises : 0,00 %.

Chiffres clés Revenus et pauvreté des ménages en 2021 : médiane en 2021 du revenu disponible, par unité de consommation : 24 870 €.

## Population et société

### Démographie

#### Évolution démographique
L'évolution du nombre d'habitants est connue à travers les recensements de la population effectués dans la commune depuis 1793. Pour les communes de moins de 10 000 habitants, une enquête de recensement portant sur toute la population est réalisée tous les cinq ans, les populations de référence des années intermédiaires étant quant à elles estimées par interpolation ou extrapolation. Pour la commune, le premier recensement exhaustif entrant dans le cadre du nouveau dispositif a été réalisé en 2007.

En 2022, la commune comptait 433 habitants, en évolution de +9,34 % par rapport à 2016 (Vosges : −2,96 %, France hors Mayotte : +2,11 %).
| 1793 | 1800 | 1806 | 1821 | 1831 | 1836 | 1841 | 1846 | 1856 |
| ---- | ---- | ---- | ---- | ---- | ---- | ---- | ---- | ---- |
| 342  | 396  | 382  | 402  | 435  | 417  | 429  | 423  | 401  |

| 1861 | 1866 | 1876 | 1881 | 1886 | 1891 | 1896 | 1901 | 1906 |
| ---- | ---- | ---- | ---- | ---- | ---- | ---- | ---- | ---- |
| 392  | 393  | 391  | 357  | 382  | 324  | 263  | 265  | 262  |

| 1911 | 1921 | 1926 | 1931 | 1936 | 1946 | 1954 | 1962 | 1968 |
| ---- | ---- | ---- | ---- | ---- | ---- | ---- | ---- | ---- |
| 308  | 235  | 241  | 227  | 219  | 219  | 186  | 182  | 192  |

| 1975 | 1982 | 1990 | 1999 | 2006 | 2007 | 2012 | 2017 | 2022 |
| ---- | ---- | ---- | ---- | ---- | ---- | ---- | ---- | ---- |
| 234  | 320  | 423  | 487  | 455  | 450  | 402  | 402  | 433  |

### Enseignement
Établissements d'enseignements :
- Écoles maternelles et primaires à Uxegney, Thaon-les-Vosges, Darnieulles, Chavelot.
- Collèges à Thaon-les-Vosges, Golbey, Épinal.
- Lycées à Thaon-les-Vosges, Épinal.

### Santé
Professionnels et établissements de santé :
- Médecins à Uxegney, Darnieulles, Les Forges, Chavelot, Golbey.
- Pharmacies à Uxegney, Les Forges, Golbey.
- Hôpitaux à Golbey, Thaon-les-Vosges, Épinal.

### Cultes
- Culte catholique, Paroisse de Saint-Jean-Baptiste-de-l'Avière[33],[34], Diocèse de Saint-Dié.

## Économie

### Entreprises et commerces

#### Agriculture
- Culture de céréales, de légumineuses et de graines oléagineuses.
- Autres cultures permanentes.

#### Tourisme
- Hébergements et restauration à Épinal, Thaon-les-Vosges, Chavelot, Sanchey, Chaumousey.

#### Commerces
- Commerces et services de proximité.

## Culture locale et patrimoine

### Lieux et monuments
- L'église Saint-Èvre[35],[36].

Colonnes de l'ancien maître-autel.
Fonts baptismaux.
Cloches réalisées par Fonderie Jeanne d’Arc, par le saintier de Robécourt.
- La Borne commémorative de serment de Koufra, installée à côté des panneaux d’information sur la place du village à proximité du passage de la 2° DB en 1944, parcours de la mémoire de la Normandie à l’Alsace[40].
- Monument commémoratif de la catastrophe du 27 avril 1895[41].

### Héraldique, logotype et devise
| Blason | Blasonnement : D'argent au pal ondé d'azur accosté en chef de deux grenouilles de sinople et à la volute de crosse d'or brochant en pointe ; au chef de sinople chargé de trois chênes d'or. Commentaires : Blason choisi en 2021 à la suite d'un vote des habitants. |

## Pour approfondir